# Sável
O sável (Alosa alosa) é uma espécie de peixe migratório da família Clupeidae. Outrora comum desde a Escandinávia até ao Mediterrâneo ocidental, actualmente é raro na Europa do Norte e ilhas Britânicas. É considerado extinto em muitos rios europeus.
Pode ser encontrada nos seguintes países: Argélia, Bélgica, Bulgária, Dinamarca, França, Alemanha, Grécia, Irlanda, Itália, Marrocos, os Países Baixos, Noruega, Polónia, Portugal, Espanha, Suécia, Suíça, Turquia e o Reino Unido.

## Populações de sável em Portugal
As populações deste peixe nos rios portugueses têm diminuído drasticamente sobretudo no sul (nos rios Tejo, Sado e Guadiana). Os rios do norte (Mondego, Douro, Lima e Minho) mantêm ainda populações com alguma relevância. É considerada uma espécie vulnerável em Portugal.